# Гози-Планавал (Кунео)
Гози-Планавал је насеље у Италији у округу Кунео, региону Пијемонт.
Према процени из 2011. у насељу је живело 228 становника. Насеље се налази на надморској висини од 533 м.